# Histèrids
Els histèrids (Histeridae) són una família de coleòpters polífags amb uns 350 gèneres i 4300 espècies. La seva mida oscil·la entre 1 i 15 mm. Són bàsicament depredadors de larves d'insectes.

## Característiques
Tenen el cos curt i compacte, amb tegument molt dur. El seu color és predominantment negre, de vegades amb taques vermelles o grogues. El cap està retret en el protòrax. Les antenes són curtes, en forma de colze i proveïdes d'una maça terminal formada per la dilatació dels tres últims artells. Els èlitres són més curts que l'abdomen, deixant al descobert el pigidi. Les potes són curtes, robustes i espinoses; les ales estan ben desenvolupades.

## Biologia i ecologia
Tant les larves com els adults són depredadors de larves d'altres insectes, a les quals amb freqüència busquen en la carronya o el fem, en els quals excaven amb les seves fortes potes. Diverses espècies estan associades a arbres morts i altres materials vegetals en descomposició; unes altres viuen com a comensals en formiguers. Els adults, quan són molestats, entren en un estat de rigidesa replegant fortament les potes contra el cos.

## Taxonomia
Segons la darrera revisió de la taxonomia dels coleòpters, els histèrids incloguen les següents subfamílies:
- Subfamília Niponiinae Fowler, 1912
- Subfamília Abraeinae MacLeay, 1819
- Subfamília Trypeticinae Bickhardt, 1913
- Subfamília Trypanaeinae Marseul, 1857
- Subfamília Saprininae Blanchard, 1845
- Subfamília Dendrophilinae Reitter, 1909
- Subfamília Onthophilinae MacLeay, 1819
- Subfamília Tribalinae Bickhardt, 1914
- Subfamília Histerinae Gyllenhal, 1808
- Subfamília Haeteriinae Marseul, 1857
- Subfamília Chlamydopsinae Bickhardt, 1914